# Max Schellenberg
Max Schellenberg, né le 6 octobre 1927 à Hittnau en Suisse et mort le 26 mai 2000, est un coureur cycliste suisse des années 1950.

## Biographie
Professionnel de 1952 à 1960, il remporte notamment le Championnat de Zurich en 1955 et une étape du Tour de Suisse en 1957.

## Palmarès
- 1950
  - 2e du championnat de Suisse sur route amateurs
- 1951
  - 7e du championnat du monde sur route amateurs
- 1953
  - 2e du Tour du Stausee
- 1954
  - 10e étape du Tour d'Europe
  - 2e du Tour du lac Léman
  - 3e du Tour du Nord-Ouest de la Suisse
  - 10e du Tour de Romandie
- 1955
  - Championnat de Zurich
  - 3e du Tour de Romandie
  - 6e du Tour de Suisse
- 1957
  - 1re étape du Tour de Suisse
  - 2e du championnat de Suisse sur route
- 1959
  - Berne-Genève
  - 4e du Championnat de Zurich
- 1960
  - 8e du Championnat de Zurich

## Résultats sur les Grands Tours

### Tour de France
- 1953 : 67e
- 1955 : 61e
- 1956 : 47e
- 1957 : abandon (21e étape)
- 1959 : abandon (14e étape)

### Tour d'Italie
- 1955 : 83e
- 1957 : 46e